# Haunted Island
Haunted Island é um seriado estadunidense de 1928, no gênero ação, dirigido por Robert F. Hill, em 10 capítulos, estrelado por Jack Dougherty, Helen Foster e Grace Cunard. O seriado foi produzido e distribuído pela Universal Pictures, foi registrado entre 29 de novembro de 1927 e 13 de abril de 1928, e veiculou originalmente nos cinemas estadunidenses entre 26 de março e 28 de maio de 1928.
Cada episódio do seriado apresentava um título fantasmagórico e estranho, tal como "The Phantom Rider", "The Haunted Room", "The Fires of Fury" ou "Buried Alive". O seriado é um remake do seriado de 1918, também da Universal, The Brass Bullet, que foi baseado na história "Pleasure Island", de Frank R. Adams.
Atualmente é considerado perdido, tendo sobrevivido apenas fragmentos do trailer.

## Sinopse
Rosalind Joy (Helen Foster) herdou uma ilha do Pacífico Sul conhecida como “Pleasure Island”. Um tesouro está supostamente enterrado na ilha, que é assombrada. O tio de Rosalind, Spring Gilbert (Al Ferguson), quer o ouro para si e declara que não vai desistir, nem com a morte de sua sobrinha, para obtê-lo. Rosalind, entretanto, é ajudada por Jerry Fitzjames (Jack Dougherty), um dramaturgo. Infelizmente, Jack recentemente escapou de um hospital psiquiátrico. Embora ele jure proteger Rosalind, ela duvida da sanidade de Jerry. Os dois amantes lutam contra Gilbert (que faz várias armadilhas para eles), na tentativa de encontrar o tesouro. No final, Rosalind e Jerry são ajudadas por “Phantom Rider”, um cavaleiro espectral.

## Detalhes da produção e divulgação
O ator Jack Dougherty havia assinado contrato com a Universal Pictures em 1924 e rapidamente se tornou um dos principais atores de seriados do estúdio. no entanto, este foi o último seriado de Dougherty  para a Universal.
Para a divulgação do filme, a Universal imprimiu impresso uma única folha, de 68,6 x 119,4 cm, num cartaz em cinco cores, no formato de um velho mapa pirata ilustrado com cenas de cada capítulo do seriado.

## Elenco
- Jack Dougherty - Jerry Fitzjames
- Helen Foster - Rosalind Joy
- Carl Miller - Yetor King
- Al Ferguson - Spring Gilbert
- John T. Prince - Mark Joy
- Grace Cunard - Mary Strong
- Wilbur Mack
- Myrtle Grinley
- John Wallace
- Scotty Mattraw

## Capítulos
1. A Night of Fear
2. The Phantom Raider
3. A Trail of Terror
4. The Haunted Room
5. Buried Alive
6. A Race with Death
7. Fires of Fury
8. The Treasure Trap
9. Unmasked
10. Uncut Diamonds

Fonte: 